# さくら紗希
さくら紗希（さくらさき、1987年3月3日 - ）は、日本のAV女優。
新潟県出身。身長：161cm 、スリーサイズ：B88・W56・H85。

## 略歴
- 2005年12月7日に『処女×ギリギリモザイク 初体験』でAVデビュー。
- 2007年5月13日に発売された激イカセ失神FUCK!の発売を最後に、単体物としての出演は途絶えている。

## 出演作品
- 処女×ギリギリモザイク 初体験 さくら紗希（2005年12月7日、エスワン）
- 処女×ギリギリモザイク2 初顔射 さくら紗希（2006年1月19日、エスワン）
- 処女×ギリギリモザイク3 精子の味 さくら紗希（2006年2月7日、エスワン）
- 処女×ギリギリモザイク4 子種の喉越し さくら紗希（2006年3月7日、エスワン）
- ギリギリモザイク 学校でセックスしよっ さくら紗希（2006年4月7日、エスワン）
- S1ガールズコレクション み～んなでパコパコしよっ♥2（2006年4月7日、エスワン）
- ギリギリモザイク 絶頂、そして失神 さくら紗希（2006年5月19日、エスワン）
- ギリギリモザイク ネットリ濃厚セックス さくら紗希（2006年6月19日、エスワン）
- ギリギリモザイク 6つのコスチュームでパコパコ！ さくら紗希（2006年7月19日、エスワン）
- 処女×ギリギリモザイク 最終章 精飲妊娠 さくら紗希（2006年8月19日、エスワン）
- S1ガールズコレクション ウブなセックスたっぷり見せちゃうぞ♥2（2006年8月19日、エスワン）
- 拷問くらぶ 美肉奴隷編 さくら紗希（2006年9月1日、MOODYZ）
- S1ガールズコレクション 100コスチュームでパコパコ4時間！（2006年9月7日、エスワン）
- S1ガールズコレクション S1女学院♥み～んなでパコパコ学園祭！2（2006年10月7日、エスワン）
- ドリームアイドル11 さくら紗希（2006年10月13日、MOODYZ）
- 精飲 レズ ふたなり 乱交 さくら紗希（2006年11月13日、MOODYZ）
- ハイパーデジタルモザイクVol.049 さくら紗希（2006年12月13日、MOODYZ）
- 真性中出し さくら紗希（2007年2月13日、MOODYZ）
- S1ガールズコレクション 最後の一滴まで欲しいの♥お掃除フェラ4時間（2007年3月19日、エスワン）
- 強精中出しエロ玩具10 さくら紗希（2007年4月1日、MOODYZ）
- S1ガールズコレクション S1女学院♥み～んなでパコパコ学園祭！3（2007年4月7日、エスワン）
- 激イカセ失神FUCK！ さくら紗希（2007年5月13日、MOODYZ）
- ハイパーデジタルモザイク生中出し 4時間（2007年5月13日、MOODYZ）
- 濃厚ザーメンかけまくり！連続顔射4時間（2007年7月19日、MOODYZ）
- 拷問くらぶ4時間 2（2007年9月1日、MOODYZ）